# Estación de ferrocarril de Pionyang
La Estación de Pionyang (del coreano: 평양역) es la principal estación de ferrocarril de Pionyang, la capital de Corea del Norte. El edificio de la estación fue inaugurado en 1906 y tiene conexiones con el tranvía y el metro de Pionyang.

## Información general
La estación es el comienzo de las líneas P'yŏngbu y P'yŏngŭi, las cuales fueron ajustados de las líneas Kyŏngbu y Kyongui utilizadas antes de la división de Corea para acomodar el cambio de la capital de Seúl a Pionyang. La línea P'yŏngŭi va desde Pionyang a Sinŭiju, mientras que la línea P'yǒngbu funciona teóricamente por Seúl y termina en Busan; pero en la práctica la línea termina en Kaesǒng. También es servido por la línea P'yǒngnam, que se extiende desde Pionyang a Namp'o, así como la línea P'yŏngdŏk que va desde Pionyang a Kujang.

## Conexiones
La estación de Pionyang es la estación principal en Corea del Norte y conecta la mayoría de las ciudades del país: Chŏngju, Sinuiju, Namp'o, Sariwon, Kaesong, Wŏnsan, Hamhung y Rasŏn.  Junto a las rutas nacionales, los destinos internacionales como Beijing y Moscú están disponibles en los trenes nocturnos, y hay trenes de pasajeros diarios a la ciudad fronteriza china de Dandong. Actualmente no hay trenes regulares a Seúl (a unos 250 km), debido a la separación y las tensiones políticas de las dos Coreas.
Las conexiones de tránsito locales se pueden hacer en la estación a través de la estación de metro de Pionyang Ryǒngwang (en la línea Ch'ŏllima), y por la línea 1 del tranvía de Pionyang.